# 허위표시
허위표시(虛僞表示)란 대한민국 민법의 개념으로 표의자가 상대방과 통정하여 행하는 진의 아닌 의사표시를 말한다. 상대방과 통정한 허위의 의사표시는 선의 제3자가 유효를 주장할 수 있더라도 허위표시 당사자 사이에는 언제나 무효이다. 허위표시 자체는 불법이 아니므로 불법원인급여규정인 제746조가 적용되지 않는다. 통정허위표시로 무효인 채무자의 행위에 대해서 사해행위임을 이유로 채권자취소권을 행사할 수 있다는 것이 통설·판례의 입장이다. 선의의 제3자가 보호받는 경우 당사자뿐만 아니라 그 누구도 허위표시의 무효를 주장할 수 없지만 선의 제3자 스스로 허위표시의 무효를 주장할 수 있다.

## 허위표시의 요건
허위표시가 성립하려면 의사표시가 있어야 하며 의사와 표시가 일치하지 않아야 한다. 표의자 스스로가 그 불일치를 알고 있어야 할 뿐만 아니라 그 의사표시를 하는데 상대방과 서로 통정을 해야 하며, 이때 허위표시의 이유나 동기는 상관없다.

## 허위표시와 구별되는 개념

### 신탁행위
명의신탁 부동산을 명의수탁자가 임의로 처분할 경우에 대비하여 명의신탁자가 명의수탁자와 합의하여 자신의 명의로, 혹은 명의신탁자 이외의 다른 사람 명의로 소유권이전등기청구권 보전을 위한 가등기를 경료한 것이라면 비록 그 가등기의 등기원인을 매매예약으로 하고 있으며 명의신탁자와 명의수탁자 사이에 그와 같은 매매예약이 체결된 바 없다 하더라도 그와 같은 가등기를 하기로 하는 명의신탁자와 명의수탁자의 합의가 통정허위표시로서 무효라고 할 수 없다.

## 허위표시의 효과
허위표시를 한 당사자간에는 언제나 무효이나 선의의 제3자에게 대항하지 못한다. 선의의 제3자로부터 다시 전득한 자에 대해서는 그가 전득시에 악의가 있더라도 허위표시의 무효를 가지고 대항하지 못한다. 허위표시는 당사자간에 이를 철회할 수 있지만 이것 또한 선의의 제3자에게 대항하지 못한다.

### 허위표시의 취소 여부
채무자의 법률행위가 통정허위표시인 경우에도 채권자취소권의 대상이 되고, 한편 채권자취소권의 대상으로 된 채무자의 법률행위라도 통정허위표시의 요건을 갖춘 경우에는 무효라고 할 것이다. 따라서 원·피고 사이의 이 사건 건물매매계약서 및 과지급 매매대금 및 미완성 부분 공사비 지급각서는 실제로 그에 따른 법률효과를 발생시킬 의도로 작성된 것이 아니라 소외 회사의 이 사건 건물에 대한 강제집행을 피하기 위한 수단으로 작성된 것이므로 이는 통정의 허위의 의사표시에 기하여 작성된 것으로 무효라고 판단한 것은 정당하고, 위와 같은 원심의 판단은 원·피고 사이의 이 사건 매매계약이 소외 회사에 대한 관계에서 사해행위가 된다는 이유로 위 매매계약이 통정허위표시에 해당한다고 본 것은 아니다.

### 제3자에 대한 효력

#### 제3자의 범위
상대방과 통정한 허위의 의사표시는 무효이고 누구든지 그 무효를 주장할 수 있는 것이 원칙이나, 허위표시의 당사자와 포괄승계인 이외의 자로서 허위표시에 의하여 외형상 형성된 법률관계를 토대로 실질적으로 새로운 법률상 이해관계를 맺은 선의의 제3자에 대하여는 허위표시의 당사자뿐만 아니라 그 누구도 허위표시의 무효를 대항하지 못하는 것인바, 허위표시를 선의의 제3자에게 대항하지 못하게 한 취지는 이를 기초로 하여 별개의 법률원인에 의하여 고유한 법률상의 이익을 갖는 법률관계에 들어간 자를 보호하기 위한 것이므로, 제3자의 범위는 권리관계에 기초하여 형식적으로만 파악할 것이 아니라 허위표시행위를 기초로 하여 새로운 법률상 이해관계를 맺었는지 여부에 따라 실질적으로 파악하여야 한다.

##### 제3자에 해당하는 경우
판례에 의하면, 허위의 보증채무를 이행하여 구상권을 취득한 보증인은 제3자에 해당한다.

#### 제3자의 선의
총파산채권자 모두가 악의가 아닌 한 파산관재인은 선의의 제3자이다.

## 적용범위
상대방 없는 단독행위에는 적용될 여지가 없으며 허위표시에 의한 신분행위는 무효이며 선의의 제3자에게 대항할 수 없다.

## 같이 보기
- 대한민국 민법